# Самітова-Галкіна Гульнара Іскандерівна
Гульнара Іскандерівна Самітова-Галкіна  (рос. Гульнара Искандеровна Самитова-Галкина, 9 липня 1978) — російська легкоатлетка, олімпійська чемпіонка.

## Виступи на Олімпіадах
| Олімпіада  | Дисципліна                       | Місце |
| ---------- | -------------------------------- | ----- |
| Афіни 2004 | біг на 5000 метрів               | 6     |
| Пекін 2008 | біг на 5000 метрів               | 12    |
| Пекін 2008 | біг на 3000 метрів з перешкодами | 1     |